# Їржі Скаліцькі
Їржі Скаліцькі (чеськ. Jiří Skalický; нар. 25 квітня 1956, Колін) — політик, міністр з приватизації, міністр довкілля Чехії.

## Освіта
У 1981 році закінчив хіміко-технологічний інститут у Празі, до червня 1990 року працював у галузі розробки синтетичних ароматів.

## Політична кар'єра
На виборах 1990 року потрапив до чеської частини Будинку народів Федеральних зборів (виборчий округ Північна Чехія).
Після виборів 1992 року Скаліцькі ввійшов до уряду. У 1992—1996 роках займав посаду Міністра з управління національним майном та приватизацією.
Після виборів 1996 року став Міністром довкілля. З червня 1997 року до кінця повноважень уряду в січні 1998 року додатково був заступником прем'єр-міністра.
На виборах 1996 року Скаліцькі був обраний до Палати депутатів парламенту Чеської Республіки, а на дострокових виборах 1998 року був обраний депутатом верхньої палати парламенту.
У Сенаті чотири роки займав посаду голови Комітету з інтеграції в ЄС. У 2004 році з припиненням мандату сенатора Скаліцькі пішов з політики.